# 联盟大学
联盟大学（羅馬化：Univerzitet Union）是一所总部位于塞尔维亚贝尔格莱德的高等教育机构。该校创立于2005年6月21日，2018–19学年时有3114名在校生，是塞尔维亚人数第五多的私立大学。

## 历史沿革
2005年，联盟大学成立，其最初由三个院系组成，分别为建筑管理学院、设计学院、工业管理学院（后改名为商业与工业管理学院）。之后加入贝尔格莱德银行学院、计算机学院、法律学院、房地产学院、商业创业学院、环境工程学院。2010年3月，因为学校拥有者内的矛盾而将三个院系（土木工程学院，企业经济学院和房地产管理学院）从学校内移除。2011年，设计学院关闭。2015年4月，学校移除商业和工业管理学院，截止2020年，该学校下辖四个学院。
学校提供自然科学与数学、社会与人文科学、科技工程的本科、硕士和博士学位。

## 院系设置
该校目前下辖四个院系：
1. 计算机学院
2. 贝尔格莱德银行学院
3. 法律学院
4. 法律与商业研究学院